# Marco Marazzoli

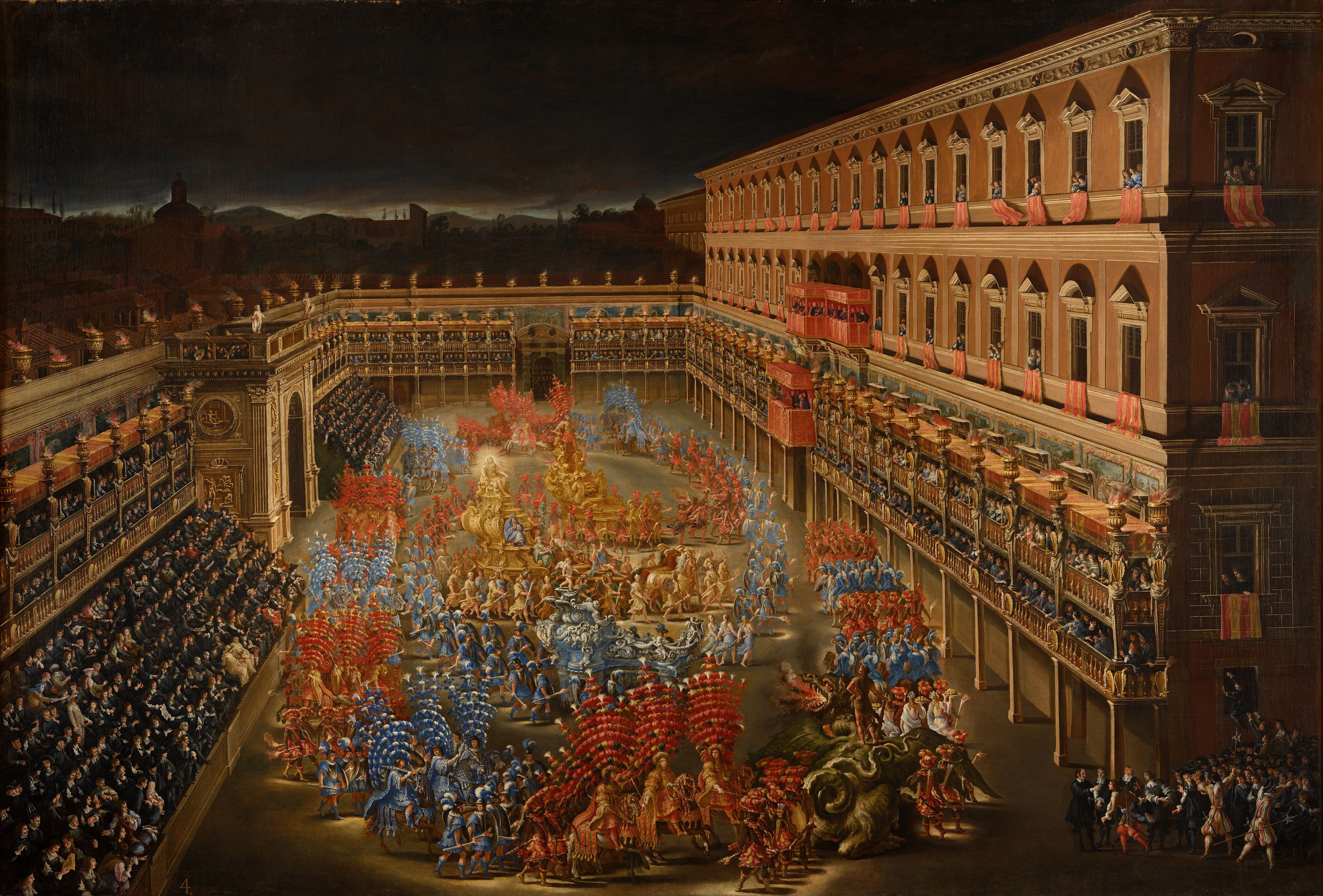
Celebraciones en honor de Cristina de Suecia en el Palacio Barberini en 1656, por Filippo Gagliardi y Filippo Lauri. Marazzoli compuso la música para la ocasión.

Marco Marazzoli (Parma, 1602– Roma, 26 de enero de 1662) fue un sacerdote y compositor barroco italiano.

## Vida
Nacido en Parma, Marazzoli recibió una primera formación como sacerdote, y fue ordenado alrededor del año 1625. Se trasladó a Roma en 1626, y entró al servicio del cardenal Antonio Barberini. En 1631, él junto con otros músicos como Filippo Vitali y Landi acompañaron al cardenal en un viaje a Urbino y pueden haberlo acompañado también en otros viajes oficiales. En 1637, Marazzoli fue nombrado aiutante di camera de Barberini, y se convirtió en un tenor de la capilla papal ese mismo año; en 1639 consiguió el cargo de músico bajo Barberini.

### Mecenazgo de Barberini
Alrededor de esa época, es posible rastrear algunas de las composiciones de Marazzoli en relación con determinados lugares y funciones. En 1638, compuso la música para un ballet La piazza d'Orlando para el carnaval de Venecia y los intermedi para Chi soffre, speri para el carnaval de 1639. Estas dos piezas se estrenaron en el Palacio Barberini. 
Después de 1640, empezó a componer más para mecenas en Ferrara y Venecia, incluida una ópera, L'Amore trionfante dello Sdegno (o L'Armida), para una boda ferraresa en 1641. 
También en 1641, los Barberini se vieron implicados en las guerras de Castro, y Marazzoli puso los acontecimientos de la batalla combatida por Taddeo Barberini y Luigi Mattei en octubre de 1641 en música en Le pretensioni del Tebro e del Po, probablemente compuesta más tarde en 1641. L'Armida de Marazzoli fue interpretada en una versión revisada en enero de 1642 en una fiesta de celebración. En el carnaval de 1642, Marazzoli logró que se interpretara otra ópera, Gli amori di Giasone e d'Isifile; después de esto, Marazzoli regresó a Ferrara y dirigió otra representación de Le pretensioni para celebrar el regreso de Taddeo Barberini a la ciudad en marzo de 1642.
De vuelta a Roma a mediados de año, Marazzoli compuso la ópera Il giudito della ragione tra la Beltà e l'Affetto (o Il Capriccio), que se representó primero en el carnaval de 1643. Hacia finales de 1642, Marazzoli obtuvo permiso papal para viajar a París con un grupo de músicos italianos; aquí él encontró empleo en la corte de Ana de Austria, componiendo cantatas de cámara que complació mucho a su patrón.

### Exilio Barberini
En abril de 1645 regresó otra vez a Roma, encontrando para su disgusto que la familia Barberini había sido exiliado a Francia (donde se quedaría hasta 1653). Luego volvió a componer oratorios tanto en latín como en italiano, algunos de los cuales fueron escritos para la Arciconfraternita del SS Crocifisso.

### Regreso Barberini
A la vuelta de Antonio Barberini, le encargó una ópera a Marazzoli para la boda del hijo de Taddeo Barberini Maffeo Barberini; apurado por el tiempo, Marazzoli colaboró con Antonio Maria Abbatini para crear Dal male il bene, que se ofreció en el carnaval de 1654 en el teatro de los Barberini. 
Le armi e gli amori se iba a producir en el carnaval de 1655, pero el cónclave de 1655 interrumpió la producción, y no se dio hasta 1656, junto con Dal male il bene y la última ópera de Marazzoli, Vita humana (compuesta en honor a la visita de la reina Cristina de Suecia).
Marazzoli puede haber compuesto el prólogo de un ballet de Jean-Baptiste Lully en 1657 titulado L'Amour malade, pero esto no se sabe seguro. Desde 1655 Marazzoli compuso obras encargadas por el papa Alejandro VII, incluyendo cantatas festivas. Alejandro lo nombró cameriere extra en 1656, pero una epidemia se extendió ese año, y la vida musical en Roma menguó hasta 1660.
Marazzoli fue también un arpista famoso, y tocó la "arpa Barberini" dorada, que fue pintada por Giovanni Lanfranco y que actualmente es propiedad del Museo degli Strumenti Musicali en Roma.
Marazzoli quedó seriamente herido en un accidente durante una misa en la Capilla Sixtina el 25 de enero de 1662, y murió al día siguiente.

## Obra

### Música escénica
Óperas
- La pazzia d'Orlando (1638, música perdida)
- La fiera di Farfa (1639)
- L'Amore trionfante dello Sdegno (L'Armida) (1641)
- Gli amori de Giasone e d'Isifile (1642, música perdida)
- Le pretensioni del Tebro e del Po (1642)
- Il giudito della ragione tra la Beltà e l'Affetto (Il Capriccio) (1643, música perdida)
- Dal male il bene (1654)
- La Vita humana (1656) - libreto de Rospigliosi, el futuro papa Clemente IX. Revivida por Le Poème Harmonique, dir. Vincent Dumestre en el Festival de Ambronay de 2006.
- Le armi e gli amori (1656)

Otras
- Intermedio para Troades (1640, dudoso)
- Prólogo para el ballet de Lully L'Amour malade (1657, dudoso)

### Oratorios
(todos compuestos 1645-1653)
Oratorios en latín
- Erat fames in terra Canaan
- Erat quidam languens Lazarus
- Erat quidem languidus
- Homo erat pater familias
- Venit Jesus in civitatem Samarie
- O mestissime Jesu

Oratorios en italiano
- Per il giorno della resurrezione
- S Tomaso
- S Caterina
- Natale di N.S. (perdido)
- Per ogni tempo (perdido)
- S Giustina di Padova (perdido)
- Ecco il gran rè de regi
- Poichè Maria dal sui virgineo seno
- Qual nume omnipotente che diè leggi
- Udito habbiam Giesù

### Cantatas
Marazzoli escribió un gran número de cantatas, de una a seis voces con acompañamiento de continuo.